# Fred Bunao
Fred Burce Bunao (Manilla, 3 augustus 1926 - Los Angeles, 1 oktober 2010) was een Filipijns dichter. Bunao won in 1969 een Palanca Award, de belangrijkste literatuurprijs van de Filipijnen.

## Carrière
Bunao studeerde Engels aan de University of the Philippines en werkte als copywriter voor de Manila Times tot hij begin jaren 70 met pensioen ging. Naast zijn werk schreef hij gedichten. In 1969 won hij voor "The Quiver and the Fear" een Palanca Award in de categorie Engelstalig dichtwerk. Bunao staat ook bekend als de schrijver van een bekende anti-Marcos slogan: “Walang tinapay sa mesa kung hindi aalsa ang masa" (Er komt geen brood op de plank als het volk niet in opstand komt)." 
Bunao was voor zijn overlijden op 84-jarige leeftijd al enige tijd ziek en leed aan Parkinson.